# Madison Hubbell
Madison L. Hubbell (ur. 24 lutego 1991 w Lansing) – amerykańska łyżwiarka figurowa, startująca w parach tanecznych z Zacharym Donohue. Wicemistrzyni (drużynowo) i brązowa medalistka olimpijska z Pekinu (2022), uczestniczka igrzysk olimpijskich (2018), mistrzyni (2014) i dwukrotna brązowa medalistka (2010, 2020) mistrzostw czterech kontynentów, trzykrotna wicemistrzyni (2018, 2021, 2022) i brązowa medalistka mistrzostw świata (2019), zwyciężczyni finału Grand Prix (2018) oraz trzykrotna mistrzyni Stanów Zjednoczonych (2018, 2019, 2021).

## Życie prywatne
Hubbell urodziła się w Lansing w stanie Michigan. Ma starszego brata Keiffera (ur. 1989), który też trenował łyżwiarstwo figurowe.
13 kwietnia 2018 roku zaręczyła się z hiszpańskim łyżwiarzem figurowym występującym w parach tanecznych, Adriánem Díazem. Hubbell i Diaz wzięli ślub 7 czerwca 2023 roku w Vilanova i la Geltrú.

## Kariera
W latach 2004–2011 jej partnerem sportowym był jej starszy brat Keiffer Hubbell. Występowali razem w kategorii wiekowej Novice, a następnie w kategorii juniorów wygrali finał Junior Grand Prix 2006 oraz zdobyli srebrny medal tych zawodów w 2008 r. W 2008 roku zostali mistrzami Stanów Zjednoczonych juniorów. Rodzeństwo Hubbell zanotowali debiut seniorski w sezonie 2009/2010. W 2010 roku zdobyli brązowy medal mistrzostw czterech kontynentów w Jeonju.
W maju 2011 roku Hubbell rozpoczęła jazdę z nowym partnerem sportowym Zacharym Donohue. Para rozpoczęła treningi w Bloomfield Hills pod okiem sztabu trenerskiego Pasquale Camerlengo, Anżeliki Kryłowej, Elizabeth Punsalan, Massimo Scali, a następnie rozpoczęli współpracę z Natalją Annienko-Deller w 2014 r. W swoim pierwszym wspólnym sezonie 2011/2012 odnieśli swoje pierwsze zwycięstwo w zawodach międzynarodowych Nebelhorn Trophy 2011. Ponadto zajęli 5. miejsce na mistrzostwach czterech kontynentów oraz 10. lokatę na mistrzostwach świata. W 2014 roku zostali mistrzami czterech kontynentów.
13 kwietnia 2015 roku Hubbell i Donohue poinformowali o zmianie sztabu trenerskiego. Przenieśli się do Montrealu, aby trenować u Marie-France Dubreuil, Patrice Lauzona, Romaina Haguenauera i ich sztabu trenerskiego w Centre Gadbois. W 2015 odnieśli pierwsze zwycięstwo w zawodach z cyklu Grand Prix, Trophée Éric Bompard 2015. W sezonie olimpijskim 2017/2018 zaczęli regularnie stawać na podium. Po raz trzeci z rzędu wygrali U.S. International Classic, zdobyli srebro NHK Trophy i brąz Skate Canada International. W finale Grand Prix uplasowali się tuż za podium. Następnie po raz pierwszy wywalczyli tytuł mistrzów Stanów Zjednoczonych po trzech latach zajmowania miejsca na trzecim stopniu podium. Przed igrzyskami byli wymieniani jako jedni z pretendentów do medalu. Po pierwszym dniu igrzysk olimpijskich 2018 w Pjongczangu zajmowali 3. miejsce z notą za taniec krótki 77,75 pkt. Jednak podczas tańca dowolnego sędziowie uznali podparcie Zacha za błąd i oprócz niższej oceny technicznej przyznali im punkt odjęcia. Hubbell i Donohue za taniec dowolny otrzymali 109,04 pkt, co dało notę łączną 187,69 pkt. Ostatecznie uplasowali się na czwartym miejscu ustępując na podium rodakom, rodzeństwu Shibutani. W marcu 2018 r. zdobyli srebrny medal mistrzostw świata w Mediolanie.

## Osiągnięcia

### Z Zacharym Donohue

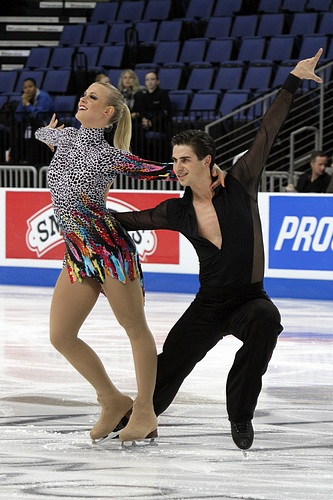
Hubbell i Donohue na zawodach Skate America 2011

| Zawody                           | 11–12          | 12–13          | 13–14          | 14–15          | 15–16          | 16–17          | 17–18          | 18–19          | 19–20          | 20–21          | 21–22          |                |                |                |                |                |                |
| Międzynarodowe                   | Międzynarodowe | Międzynarodowe | Międzynarodowe | Międzynarodowe | Międzynarodowe | Międzynarodowe | Międzynarodowe | Międzynarodowe | Międzynarodowe | Międzynarodowe | Międzynarodowe | Międzynarodowe | Międzynarodowe | Międzynarodowe | Międzynarodowe | Międzynarodowe | Międzynarodowe |
| -------------------------------- | -------------- | -------------- | -------------- | -------------- | -------------- | -------------- | -------------- | -------------- | -------------- | -------------- | -------------- | -------------- | -------------- | -------------- | -------------- | -------------- | -------------- |
| Zimowe igrzyska olimpijskie      |                |                |                |                |                |                | 4              |                |                |                | 3              |                |                |                |                |                |                |
| Mistrzostwa świata               | 10             |                |                | 10             | 6              | 9              | 2              | 3              | C              | 2              | 2              |                |                |                |                |                |                |
| Mistrzostwa czterech kontynentów | 5              |                | 1              |                | 4              | 4              |                | 4              | 3              |                |                |                |                |                |                |                |                |
| GP Finał Grand Prix              |                |                |                |                | 6              | 5              | 4              | 1              | 3              |                |                |                |                |                |                |                |                |
| GP NHK Trophy                    |                |                |                |                | 3              |                | 2              |                |                |                |                |                |                |                |                |                |                |
| GP Skate America                 | 6              |                | 4              |                |                | 2              |                | 1              | 1              | 1              | 1              |                |                |                |                |                |                |
| GP Skate Canada International    |                | 5              | 3              | 3              |                |                | 3              | 1              | 2              |                |                |                |                |                |                |                |                |
| GP Trophée de France             |                | 4              |                | 3              | 1              | 2              |                |                |                |                |                |                |                |                |                |                |                |
| GP Gran Premio d’Italia          |                |                |                |                |                |                |                |                |                |                | 2              |                |                |                |                |                |                |
| CS U.S. International Classic    |                |                |                |                | 1              | 1              | 1              | 1              |                |                |                |                |                |                |                |                |                |
| CS Finlandia Trophy              |                | 3              |                | WD             |                | 2              |                |                |                |                |                |                |                |                |                |                |                |
| CS Golden Spin Zagrzeb           |                |                |                | 1              |                |                |                |                |                |                |                |                |                |                |                |                |                |
| Nebelhorn Trophy                 | 1              |                | 1              |                |                |                |                |                |                |                |                |                |                |                |                |                |                |
| Krajowe                          |                |                |                |                |                |                |                |                |                |                |                |                |                |                |                |                |                |
| Mistrzostwa Stanów Zjednoczonych | 3              | 4              | 4              | 3              | 3              | 3              | 1              | 1              | 2              | 1              | 2              |                |                |                |                |                |                |
| Midwestern Sectionals            | 1              |                |                |                |                |                |                |                |                |                |                |                |                |                |                |                |                |
| Zawody drużynowe                 |                |                |                |                |                |                |                |                |                |                |                |                |                |                |                |                |                |
| Zimowe igrzyska olimpijskie      |                |                |                |                |                |                |                |                |                |                | 2              |                |                |                |                |                |                |
| World Team Trophy                |                |                |                |                |                |                |                | 1 T 3 P        |                |                |                |                |                |                |                |                |                |

### Z Keifferem Hubbell

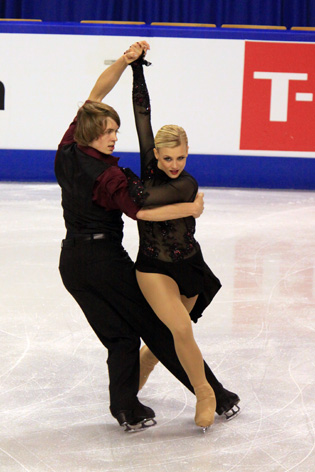
Rodzeństwo Hubbell na zawodach Skate Canada International 2009

| Zawody                                | 04–05          | 05–06          | 06–07          | 07–08          | 08–09          | 09–10          | 10–11          |                |                |                |                |                |                |                |                |                |                |
| Międzynarodowe                        | Międzynarodowe | Międzynarodowe | Międzynarodowe | Międzynarodowe | Międzynarodowe | Międzynarodowe | Międzynarodowe | Międzynarodowe | Międzynarodowe | Międzynarodowe | Międzynarodowe | Międzynarodowe | Międzynarodowe | Międzynarodowe | Międzynarodowe | Międzynarodowe | Międzynarodowe |
| ------------------------------------- | -------------- | -------------- | -------------- | -------------- | -------------- | -------------- | -------------- | -------------- | -------------- | -------------- | -------------- | -------------- | -------------- | -------------- | -------------- | -------------- | -------------- |
| Mistrzostwa czterech kontynentów      |                |                |                |                |                | 3              |                |                |                |                |                |                |                |                |                |                |                |
| GP Cup of China                       |                |                |                |                |                |                | 6              |                |                |                |                |                |                |                |                |                |                |
| GP Cup of Russia                      |                |                |                |                |                |                | WD             |                |                |                |                |                |                |                |                |                |                |
| GP Skate Canada International         |                |                |                |                |                | 6              |                |                |                |                |                |                |                |                |                |                |                |
| GP Trophée Eric Bompard               |                |                |                |                |                | 8              |                |                |                |                |                |                |                |                |                |                |                |
| Finlandia Trophy                      |                |                |                |                |                | 8              | 4              |                |                |                |                |                |                |                |                |                |                |
| Międzynarodowe: Kategorie młodzieżowe |                |                |                |                |                |                |                |                |                |                |                |                |                |                |                |                |                |
| Mistrzostwa świata juniorów           |                |                | 6              | 5              | 4              |                |                |                |                |                |                |                |                |                |                |                |                |
| JGP Finał                             |                |                | 1              |                | 2              |                |                |                |                |                |                |                |                |                |                |                |                |
| JGP we Francji                        |                |                | 2              |                |                |                |                |                |                |                |                |                |                |                |                |                |                |
| JGP w Holandii                        |                |                | 1              |                |                |                |                |                |                |                |                |                |                |                |                |                |                |
| JGP w Meksyku                         |                |                |                |                | 1              |                |                |                |                |                |                |                |                |                |                |                |                |
| JGP w Południowej Afryce              |                |                |                |                | 1              |                |                |                |                |                |                |                |                |                |                |                |                |
| Estonian Ice Dance Invitational       | 1 N            |                |                |                |                |                |                |                |                |                |                |                |                |                |                |                |                |
| Krajowe                               |                |                |                |                |                |                |                |                |                |                |                |                |                |                |                |                |                |
| Mistrzostwa Stanów Zjednoczonych      | 5 N            | 2 N            | 2 J            | 1 J            | 4              | 6              | 4              |                |                |                |                |                |                |                |                |                |                |
| Midwestern Sectionals                 | 2 N            | 1 N            |                |                |                |                |                |                |                |                |                |                |                |                |                |                |                |
| Eastern Great Lakes Regionals         | 1 N            | 1 N            |                |                |                |                |                |                |                |                |                |                |                |                |                |                |                |

## Programy
Madison Hubbell / Zachary Donohue
| Sezon   | Taniec rytmiczny (RD) | Taniec dowolny (FD) | Pokazy mistrzów                                                                    |
| ------- | --- | --- | ---------------------------------------------------------------------------------- |
| 2021–22 | - Janet Jackson medley: - Hip Hop: Nasty - Blues: Rope Burn - Hip Hop: Rhythm Nation                                                                                    | - Drowning – Anne Sila |                                                                                    |
| 2020–21 | - Burlesque medley: - Express – Christina Aguilera - A Guy Who Takes His Time – Christina Aguilera - Tough Lover – Christina Aguilera                                   | - Hallelujah – Jeff Buckley, oryg. Leonard Cohen - Pray Gently to the Light – Karl Hugo - Hallelujah – k.d. lang choreografia: Scott Moir                                    |                                                                                    |
| 2019–20 | - Jive: My Heart Belongs to Daddy – Cole Porter - Swing, quicksep: Let's Be Bad – Marc Shaiman, Scott Wittman                                                           | - A Star Is Born medley: - Shallow – Lady Gaga, Bradley Cooper - Alibi – Lady Gaga, Bradley Cooper                                                                           |                                                                                    |
| 2018–19 | - Tango: Alevare – Astor Piazzolla - Tango: Tangata del Alba – Astor Piazzolla choreografia: Marie-France Dubreuil                                                      | - Romeo i Julia medley: - Introduction to Romeo – Craig Armstrong - Kissing You (instrumental) – Craig Armstrong - Kissing You – Des’ree choreografia: Marie-France Dubreuil |                                                                                    |
| 2017–18 | - Samba: Le Serpent – Guem - Rumba: Cuando Calienta El Sol – Talya Ferro - Samba: Sambando – Los Ritmos Calientas                                                       | - Across the Sky (instrumental) – Rag’n’Bone Man - Caught Out in the Rain – Beth Hart                                                                                        |                                                                                    |
| 2016–17 | - Blues: Feeling Good – Nina Simone - Hip Hop: medley | - I Wanna Dance with Somebody – Bootstrap, oryg. Whitney Houston - Can’t Help Falling in Love – Ingrid Michaelson, oryg. Elvis Presley - Earned It – Bootstrap               |                                                                                    |
| 2015–16 | - Walc: Hallelujah – k.d. lang - Marsz: Hallelujah March – Karl Hugo | - Adagio for Tron (z filmu Tron: Legacy) – Daft Punk |                                                                                    |
| 2014–15 | - Walc: Fiesta Flamenca – Monty Kelly - Paso doble: España cañí – 101 Strings, oryg. Pascual Marquina Narro                                                             | - Wielki Gatsby medley: - Young and Beautiful – Lana Del Rey - Back to Black – Beyoncé, André 3000 - A Little Party Never Killed Nobody – Fergie                             | - Lay Me Down – Sam Smith                                                          |
| 2013–14 | - Quickstep: Mr. Pinstripe Suit – Big Bad Voodoo Daddies - Fokstrot: Maddest Kind Of Love – Big Bad Voodoo Daddies - Charleston: Diga Diga Doo – Big Bad Voodoo Daddies | - Nocturne Into Bohemian Rhapsody – Lucia Micarelli | - Bang Bang – Nico Vega - Hide and Seek – Imogen Heap - Whatcha Say – Jason Derulo |
| 2012–13 | - Walc, polka: Titanic medley – James Horner | - Farrucas – Pepe Romero - Un Amor – Gipsy Kings | - A Thousand Years – Christina Perri                                               |
| 2011–12 | - Latin medley | - I Put a Spell On You – Joe Cocker | - Make You Feel My Love – Adele                                                    |